# An Jaspers
An Jaspers (27 december 1978) is een Vlaamse presentatrice en model. Ze genoot een opleiding in de mode en ze werkt dan ook als store manager in een Antwerpse kledingzaak.
An werd bekend als presentatrice voor LibertyTV. Ze werd ontdekt door Station Manager Krijn Jonckheere. Daarop werd ze opgemerkt door bladen als P-Magazine en Ché. Haar carrière als model nam toen een vlugge start. Verder was ze ook presentatrice van Blauw-zwart Magazine op Focus-WTV.
In 2006 mocht An Het Laagste Unieke Bod op VTM presenteren, in navolging van Vandana De Boeck. Beide dames namen in 2006 ook deel aan Big Brother VIPS op KanaalTwee. Naar eigen zeggen deed ze mee om aan te tonen dat ze meer in haar mars had dan enkel mooi zijn. Het publiek zal haar het meest herinneren door haar dronken escapades met ex-Miss Belgian Beauty Cynthia Reekmans.
In 2007 zat An in de studiogroep van de modellen tijdens de Vlaamse versie van De Nationale IQ Test op VTM. De hele avond kwam ze echter niet aan het woord. In de zomer van 2007 is An een van de modellen van de badpakkenspecial van P-Magazine.
In 2009 nam ze deel aan de eerste aflevering van Hole in the Wall op VT4.